# Crazier (bài hát)
"Crazier" là ca khúc nhạc đồng quê của ca sĩ-nhạc sĩ sáng tác ca khúc người Mỹ Taylor Swift từ soundtrack của Hannah Montana: The Movie. "Crazier" do Swift và Robert Ellis Orrall sáng tác, được Nathan Chapman và Swift sản xuất.

## Bảng xếp hạng
| Bảng xếp hạng (2009)       | Vị trí cao nhất |
| -------------------------- | --------------- |
| Úc (ARIA)                  | 57              |
| Canada (Canadian Hot 100)  | 67              |
| Anh Quốc (OCC)             | 100             |
| Hoa Kỳ Billboard Hot 100   | 17              |
| Hoa Kỳ Pop 100 (Billboard) | 11              |

## Chứng nhận
| Quốc gia                                                    | Chứng nhận | Số đơn vị/doanh số chứng nhận |
| ----------------------------------------------------------- | ---------- | ----------------------------- |
| Úc (ARIA)                                                   | Vàng       | 35.000‡                       |
| Hoa Kỳ (RIAA)                                               | Bạch kim   | 1.000.000‡                    |
| ‡ Chứng nhận dựa theo doanh số tiêu thụ và phát trực tuyến. |            |                               |